# Magazyn Studentów Semestr
Semestr – ogólnopolski miesięcznik studencki wydawany przez Akademickie Stowarzyszenie VERUM. 
Pismo zostało założone w 1996 roku przez grupę studentów wrocławskich uczelni. Treść kwartalnika tworzona jest przez środowisko akademickie i porusza interesujące je tematy. Publikowane są w nim artykuły dotyczące spraw związanych ze studiami, pracą oraz spędzaniem wolnego czasu.

## Wydania Specjalne
- Dwa razy w roku (wiosną i jesienią) ukazuje się wydanie „Edukacja, Staż, Kariera”,